# 레바논 U-23 축구 국가대표팀
레바논 U-23 축구 국가대표팀은 레바논을 대표하는 23세 이하 축구 국가대표팀으로 성인대표팀과는 달리 U-23 대표팀은 이렇다할 성과를 내지 못하고 있다.

## 국제 대회 경력

### 하계 올림픽
현재까지 레바논의 올림픽 본선 기록은 없으며 물론 2번의 아시아 지역 예선(2004년, 2008년)에서 최종 예선까지 오르는 성과를 남겼지만 2번의 최종 예선에서는 모두 이렇다할 성적을 거두지 못했다.

### AFC U-23 아시안컵
2014년 대회 예선을 시작으로 현재까지 5회 연속 U-23 아시안컵 예선에 참가하여 1승씩 거두고 있지만 번번이 본선 문턱에서 고배를 마셨다.

### 아시안 게임
레바논 U-23 대표팀의 아시안 게임 출전은 2002년 대회가 유일하며 그나마 아프가니스탄과의 E조 조별리그 최종전에서 11-0 대승을 거두었지만 조 3위·최종 12위로 대회를 마감했으며 이후 현재까지 레바논의 아시안 게임 출전 기록은 전무하다.

### 팬아랍 게임
2023년 대회를 통해 A대표팀이 마지막으로 출전한 1999년 대회 이후 24년만이자 U-23 대표팀으로는 처음으로 팬아랍 게임에 출전했지만 이 대회에서 3전 전패·A조 최하위 및 대회 8팀 중 꼴찌라는 처참한 성적을 남기며 대회를 마무리했다.

### WAFF U-23 챔피언십
2021년 대회 첫 출전을 시작으로 현재까지 3회 연속 서아시아 U-23 챔피언십에 나서고 있지만 3번의 대회 모두 성적이 하위권을 맴돌았다.

## 주요 대회 성적

### 올림픽
| 모든 연령의 선수 참가에서 23세 이하로 변경 |           |           |           |           |           |           |           |           |           |
| 1992년                                     | 예선 탈락 | 예선 탈락 | 예선 탈락 | 예선 탈락 | 예선 탈락 | 예선 탈락 | 예선 탈락 | 예선 탈락 | 예선 탈락 |
| 1996년                                     | 예선 탈락 | 예선 탈락 | 예선 탈락 | 예선 탈락 | 예선 탈락 | 예선 탈락 | 예선 탈락 | 예선 탈락 | 예선 탈락 |
| 2000년                                     | 예선 탈락 | 예선 탈락 | 예선 탈락 | 예선 탈락 | 예선 탈락 | 예선 탈락 | 예선 탈락 | 예선 탈락 | 예선 탈락 |
| 2004년                                     | 예선 탈락 | 예선 탈락 | 예선 탈락 | 예선 탈락 | 예선 탈락 | 예선 탈락 | 예선 탈락 | 예선 탈락 | 예선 탈락 |
| 2008년                                     | 예선 탈락 | 예선 탈락 | 예선 탈락 | 예선 탈락 | 예선 탈락 | 예선 탈락 | 예선 탈락 | 예선 탈락 | 예선 탈락 |
| 2012년                                     | 예선 탈락 | 예선 탈락 | 예선 탈락 | 예선 탈락 | 예선 탈락 | 예선 탈락 | 예선 탈락 | 예선 탈락 | 예선 탈락 |
| 2016년                                     | 예선 탈락 | 예선 탈락 | 예선 탈락 | 예선 탈락 | 예선 탈락 | 예선 탈락 | 예선 탈락 | 예선 탈락 | 예선 탈락 |
| 합계                                       | 0/7       | 0         | 0         | 0         | 0         | 0         | 0         |           |           |

### AFC U-23 챔피언십
| 연도   | 결과      | 경기      | 승        | 무        | 패        | 득점      | 실점      |
| ------ | --------- | --------- | --------- | --------- | --------- | --------- | --------- |
| 2014년 | 예선 탈락 | 예선 탈락 | 예선 탈락 | 예선 탈락 | 예선 탈락 | 예선 탈락 | 예선 탈락 |
| 2016년 | 예선 탈락 | 예선 탈락 | 예선 탈락 | 예선 탈락 | 예선 탈락 | 예선 탈락 | 예선 탈락 |
| 2018년 | 예선 탈락 | 예선 탈락 | 예선 탈락 | 예선 탈락 | 예선 탈락 | 예선 탈락 | 예선 탈락 |
| 2020년 | 예선 탈락 | 예선 탈락 | 예선 탈락 | 예선 탈락 | 예선 탈락 | 예선 탈락 | 예선 탈락 |
| 합계   | 0/4       | 0         | 0         | 0         | 0         | 0         | 0         |

- 참고: AFC U-23 챔피언십이 올림픽 축구 아시아 지역 예선 역할을 한다.

## 아시안 게임
| 아시안 게임 기록 | 아시안 게임 기록 | 아시안 게임 기록 | 아시안 게임 기록 | 아시안 게임 기록 | 아시안 게임 기록 | 아시안 게임 기록 | 아시안 게임 기록 | 아시안 게임 기록 | 아시안 게임 기록 |
| 년도             | 결과             | 순위             | 경기             | 승               | 무*              | 패               | 득점             | 실점             | 승점             |
| ---------------- | ---------------- | ---------------- | ---------------- | ---------------- | ---------------- | ---------------- | ---------------- | ---------------- | ---------------- |
| 2002년           | 조별리그         | 12위             | 3                | 1                | 1                | 1                | 12               | 3                | 4                |
| 2006년           | 불참             | 불참             | 불참             | 불참             | 불참             | 불참             | 불참             | 불참             | 불참             |
| 2010년           | 불참             | 불참             | 불참             | 불참             | 불참             | 불참             | 불참             | 불참             | 불참             |
| 2014년           | 불참             | 불참             | 불참             | 불참             | 불참             | 불참             | 불참             | 불참             | 불참             |
| 합계             | 2회 진출(2/17)   | 2라운드(1회)     | 8                | 3                | 1                | 4                | 21               | 10               | 6                |

## 같이 보기
- 레바논 축구 국가대표팀